# فيرن هيدلي
فيرن هيدلي (بالإنجليزية: Fern Headley)‏ هو لاعب هوكي الجليد أمريكي، ولد في 2 مارس 1900 في كريستال في الولايات المتحدة، وتوفي في 28 سبتمبر 1956.

## وصلات خارجية
- فيرن هيدلي على موقع دوري الهوكي الوطني (الإنجليزية)
- فيرن هيدلي على موقع قاعة مشاهير الهوكي (لاعب أن.إتش.أل) (الإنجليزية)
- فيرن هيدلي على موقع EliteProspects.com (الإنجليزية)
- فيرن هيدلي على موقع HockeyDB.com (الإنجليزية)
- فيرن هيدلي على موقع Hockey-Reference.com (الإنجليزية)